# Léon de Beylié
Pour les articles homonymes, voir Beylié.
Léon Marie Eugène de Beylié né le 26 novembre 1849 à Strasbourg et mort le 15 juillet 1910 près du passage de Tha-Dua sur le fleuve Mékong (Laos) est un général de brigade, archéologue et mécène français.
Sa carrière militaire se déroule principalement en Indochine française où il meurt accidentellement lors d'un naufrage au cours de sa sixième campagne militaire. Il est aussi connu pour les dons et legs de peintures et d'objets d'art qu'il fit au musée de Grenoble.

## Biographie

### Origines familiales et jeunesse
Léon de Beylié est issu par son père d'une ancienne famille dauphinoise qui compta plusieurs médecins illustres, Jean (1671-1727), chirurgien des armées, et Jacques (1696-1764), médecin ordinaire du roi à Grenoble. Son anoblissement remontant à 1788 est dû à Philibert-Augustin de Beylié (1730-1797), arrière-grand-père de Léon, qui eut une carrière militaire dans les colonies avant d'être élu de Pondichéry et des Indes orientales à l'Assemblée constituante de 1789. Son frère Claude fut également général.
Le père de Léon, Joseph, entre à l'école de Saint-Cyr en 1832 puis à l’école de cavalerie de Saumur en 1835. Lieutenant de dragons, il démissionne en 1842 après son mariage avec Aimée du Moulin, fille du général Charles du Moulin, comte d'Empire et gouverneur de Strasbourg, et de la comtesse bavaroise Catherine-Eugénie von Eckart. Féru d'histoire de l'art, il est également sculpteur et peintre amateur.
Léon  passe les premières années de sa vie entre le château de sa grand-mère maternelle en Bavière et l'Alsace où ses parents se sont mariés, puis la famille part s'installer en 1856 à Paris où le jeune Léon achève ses études primaires dans les classes enfantines du collège des pères Jésuites de l'Immaculée Conception, avant de rejoindre le Dauphiné. Le jeune garçon poursuit ses études à Villefranche-sur-Saône au lycée jésuite de Notre-Dame de Mongré. Bachelier ès lettres en 1867, il passe l'année suivante le baccalauréat de mathématiques élémentaires au lycée impérial de Grenoble. Éduqué à Grenoble, dans un milieu aristocratique, il est initié tout jeune par son père à l'univers artistique du musée de Grenoble encore installé dans l'ancien collège des Jésuites, mais aussi initié à la musique et à la littérature par sa mère pianiste.
À l'âge de 19 ans, il intègre le 16 octobre 1869 l’école militaire de Saint-Cyr. Mais neuf mois plus tard, éclate la guerre franco-allemande de 1870 dans laquelle il combat à partir du 14 août avec le grade de sous-lieutenant au 4e régiment d'infanterie de ligne d'Évreux. Son père Joseph, ancien Saint-Cyrien, se porte volontaire pour combattre au cours de cette guerre et l'un de ses deux frères, Charles, va y trouver la mort. Gravement blessé lui-même en août au cours de la bataille de Montmédy dans la Meuse, il est décoré et devient le 3 novembre 1870 chevalier de la Légion d'honneur avant de retourner à Saint Cyr afin d'achever sa formation. Il en sort diplômé et classé 47e sur les 176 élèves de sa promotion.
Nommé lieutenant au 42e de ligne le 3 mars 1873, Léon de Beylié est officier d'ordonnance du général Faron, et sa hiérarchie le mentionne comme petit et robuste, mais apte à faire campagne. En 1876, il est envoyé à Paris pour suivre les cours de l'école d'état-major et sort de cette école militaire supérieure 30e sur 68 élèves avec le brevet d'état-major. De retour à son régiment de Belfort, il est détaché à l'état-major de la division de Besançon pour compléter sa formation. Promu capitaine le 16 décembre 1879, il est affecté à Dreux au 124e de ligne. De l'état-major du 13e corps d'armée, il part le 24 décembre 1880 pour le 15e corps d'armée basé à Clermont-Ferrand, un an avant la mort de son père âgé de 67 ans.
Au printemps 1882, il fait un séjour de deux mois à travers plusieurs villes d'Italie et sa frénésie de découvertes artistiques et culturelles s'accompagne d'achats d'objets orientaux et divers, des bibelots parfois sans valeur. En 1883, il sollicite son transfert dans un régiment d'infanterie de marine, un corps d'armée de plus en plus convoité par les officiers vers 1880, et qui devrait le faire évoluer. Il n'obtient son poste que le 1er juillet 1884. Avec l'accord de sa hiérarchie, il effectue à partir du 17 février 1884, son premier grand voyage hors d'Europe, pour un périple en Inde de cinq semaines à travers plusieurs villes. Ce séjour lui permet de publier sa première brochure dédiée à un pays et de rapporter une collection d'armes de poing. Après un bref séjour à Brest, il est envoyé en Extrême-Orient, en Indochine française, au sein du 2e régiment, et va alors y trouver sa voie.

### Première campagne au Tonkin (1884)

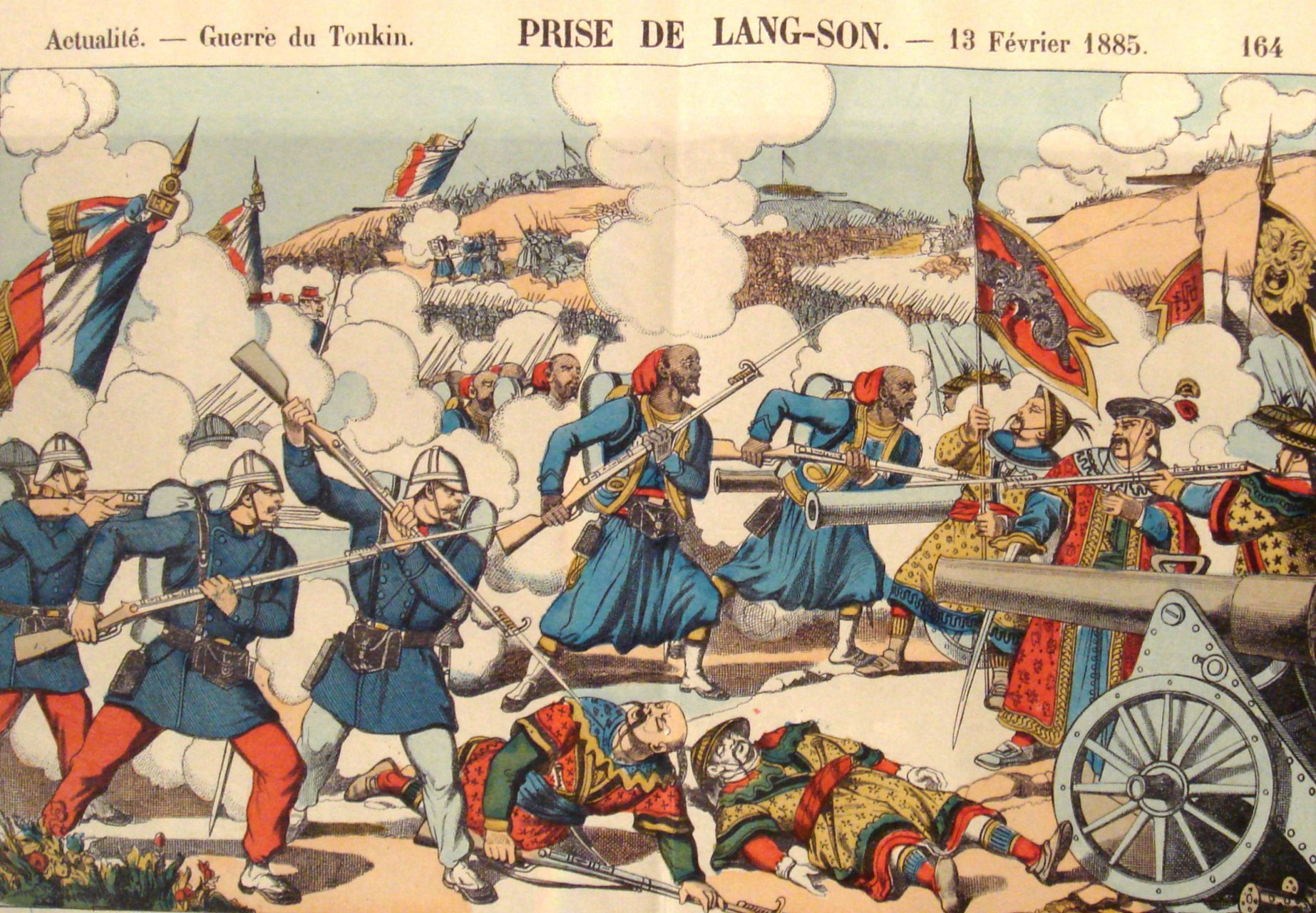
La prise de Lang Son par les Français en 1885.

Préparant son premier grand déplacement, il expédie à sa mère à Grenoble tous les meubles de son appartement de Brest, mais aussi un tableau  acquis en France représentant une bataille de squelettes du Japon. Le 20 octobre 1884, il embarque pour l'Indochine française, à destination du Tonkin et participe à la campagne militaire commandée par le général Brière de l’Isle dans le cadre de la guerre franco-chinoise.
Placé sous les ordres du colonel Giovanninelli au sein de la 1re brigade, il fait partie de la colonne expéditionnaire qui va prendre le 13 février 1885 la ville de Lạng Sơn aux troupes chinoises commandées par Liu Yongfu. Quelques jours plus tad, le 2 mars, il participe à la bataille de Hoa-Moc dans le cadre de la prise de la ville de Tuyen Quang. Ce jour-là, le capitaine de Beylié est cité à l'ordre du corps expéditionnaire pour son courage. Fin mars, bien qu'il ne participe pas à la terrible retraite des troupes françaises de Lang Son, il en donne les détails dans de fréquents courriers à sa mère.

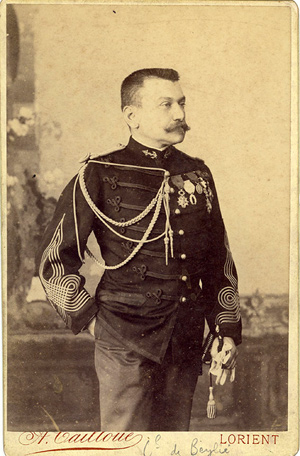
Le commandant de Beylié en 1889.

L'année suivante, le 25 avril 1886, Léon de Beylié expédie à sa mère depuis Hải Phòng son premier envoi conséquent d'objets sous la forme de cinq tonnes de caisses remplies de meubles qu'il a fait faire à Hanoï. Le 22 mai, il embarque pour le Japon dans un périple culturel, passant par Tokyo, Shanghai, Yokohama et découvre ainsi l'univers du théâtre Nô. De son cours passage, il rapporte des objets artistiques comme des étoffes, deux paravents de cinq mètres de long couverts de personnages guerriers peints à la main et surtout des vases en porcelaine et divers objets en métal recouvert d'émail. Visiteur infatigable, il choisit au retour de passer par Pékin et visite les tombeaux de la dynastie des Ming puis la Grande Muraille et a la satisfaction de faire quelques pas en Mongolie.
Le 19 juin, promu commandant, il est affecté au 1er régiment d'infanterie de marine et revient en métropole comme aide de camp du préfet maritime à Toulon puis à Lorient. Voyageur insatiable, sa passion pour l'archéologie le fait désigner par sa hiérarchie pour effectuer durant l'été 1888 un voyage politico-archéologique dans le Caucase et au Turkestan russe. L'expédition part de Vladikavkaz, puis se dirige vers la vallée du fleuve Terek et passe par Bakou. Après la mer Caspienne, l'équipe prend le chemin de fer du Transcaspien et arrive à la mi-juillet à son point extrême de Samarcande. Le retour se fait par la mer Noire, Yalta, Odessa, Vienne en Autriche et Paris en août.

### Deuxième campagne au Tonkin (1890)

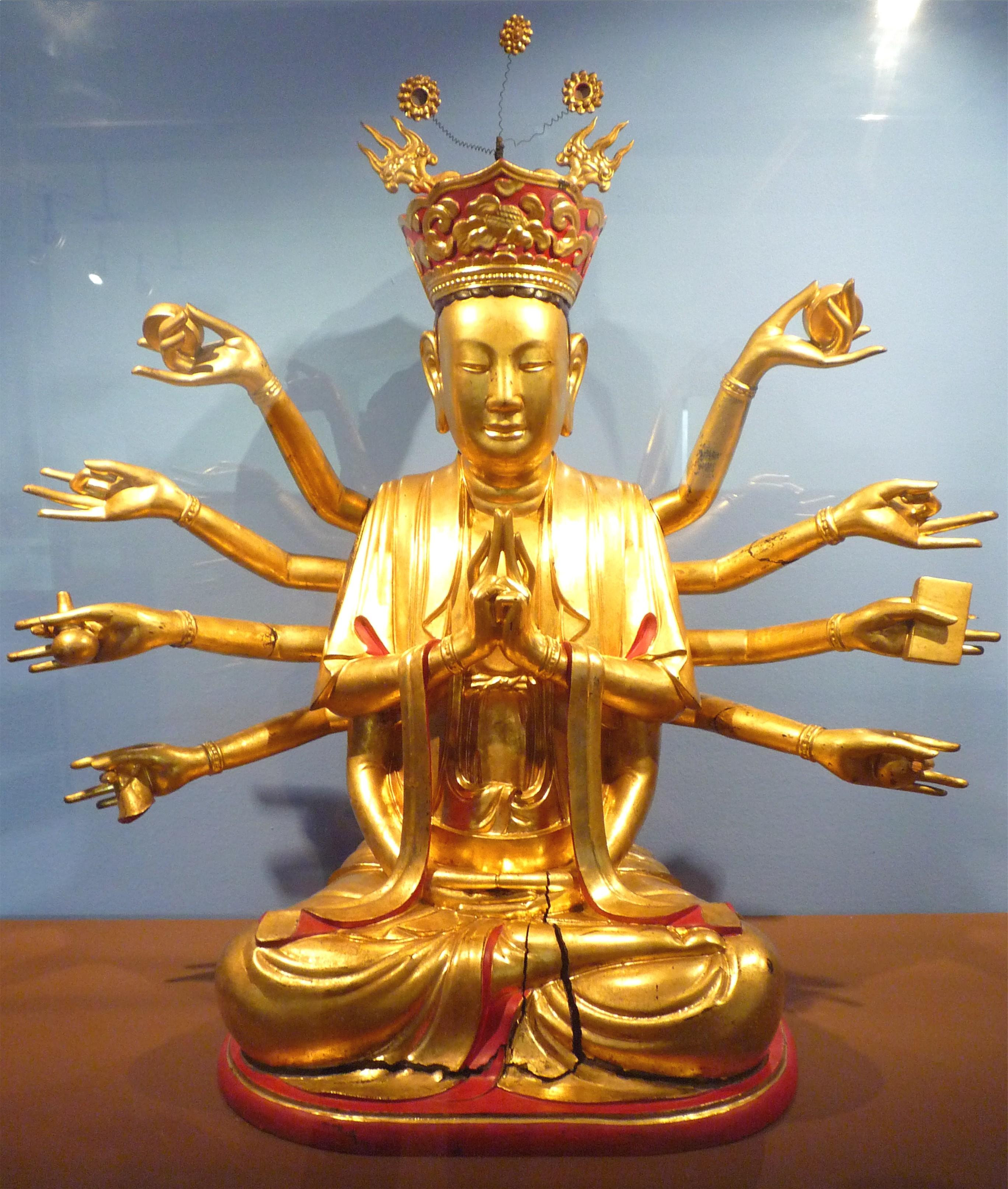
Déesse Quan Thé Am à 12 bras (don de 1890), musée de Grenoble.

Homme de terrain, le commandant de Beylié repart au Tonkin en janvier 1890 et prend la tête d’une colonne chargée de refouler les bandes de pirates qui contrôlent le fleuve Rouge dans laquelle il se fait remarquer par sa bravoure au combat contre les soldats récupérés par la Chine appelés les Pavillons noirs. Du 4 au 21 novembre 1890, il tente en vain de capturer un résistant Vietnamien, hostile à la colonisation, Hoàng Hoa Thám, perdant plusieurs hommes dans les combats. Mais en avril 1891, dans la province de Yên Bái, il parvient enfin à s'emparer des positions tenues par les pirates concédant 25 blessés et 6 morts lors de combats acharnés. Cité à l'ordre des troupes de l'Indochine, il est promu lieutenant-colonel le 29 septembre 1891 et prend le commandement de l'un des quatre territoires militaires du Tonkin sur les frontières de la Chine.
Prévoyant ces dangereux combats, Léon de Beylié envoie dès octobre 1890 au musée de Grenoble cinq caisses remplies de statues en bois doré de différents bouddhas Vietnamiens. En avril 1892, il retourne en métropole, devient officier de la Légion d'honneur le 11 juillet et reste affecté à l'état-major du ministère de la Marine jusqu'en 1895. Durant cette période, il va profiter de sa présence en Europe pour enchaîner en 1894 les voyages dans les pays nordiques, en Norvège jusqu'au cap Nord, en Suède, et au Danemark avant de partir pour une campagne en Afrique.

### Troisième campagne à Madagascar (1895)
Remarqué par sa hiérarchie, il est envoyé de septembre à décembre 1893 dans le cadre d'une mission secrète à Madagascar afin d'effectuer une levée topographique de la route reliant Majunga à Tananarive, route que doit suivre un corps expéditionnaire l'année suivante afin de restaurer un climat de sécurité dans l'île. Il effectue cette mission déguisé en naturaliste mais n'hésite pas à étaler en public ses connaissances militaires.

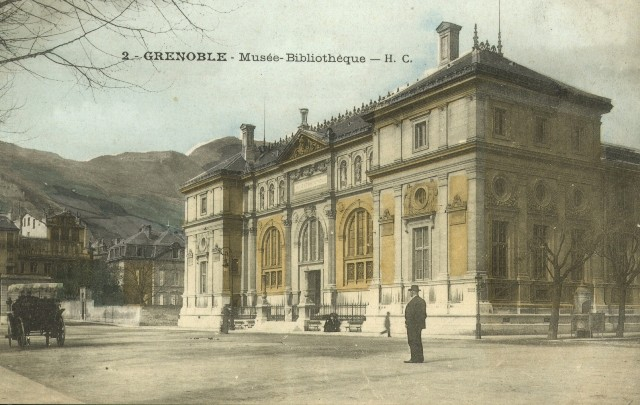
Musée-bibliothèque de Grenoble avant 1900.

De retour en métropole et après avoir participé à une commission pour la conquête de Madagascar en août 1894, il est nommé chef des services de renseignements du corps expéditionnaire français à Madagascar en décembre. Malgré cette mission concernant Madagascar, il lui reste du temps pour acquérir de nouvelles œuvres et de revenir à Grenoble en février 1895 pour faire ses premiers dons de tableaux au musée de la ville avant de repartir pour Madagascar en mars.
En septembre 1895, il fait partie des 15 000 hommes de troupe du corps expéditionnaire de Madagascar au sein de l’état-major du général Jacques Duchesne. Après avoir emprunté la route sur l'ouest de l'île, reconnue par Léon de Beylié, le corps expéditionnaire s'empare sans difficulté militaire de la capitale Antananarivo le 29 septembre. Cependant, malgré le professionnalisme du lieutenant-colonel de Beylié qui tient compte de l'armée malgache retranchée dans la capitale, à la perte de 25 soldats dans les combats, viennent s'ajouter 5 500 morts par suite de maladies tropicales (malaria, typhus). De plus, certaines routes repérées n'offrent pas toujours la possibilité d'installer comme prévu une ligne de chemin de fer. Pourtant, cette expédition qui ne se déroule pas comme il l'aurait souhaité, ne le pénalise pas car il est promu colonel le 14 janvier 1896, et se fait rapatrier le 20 février au 5e régiment d'infanterie de marine de Cherbourg. Ce séjour en métropole lui procure l'occasion d'aller visiter des ruines en Algérie et en Tunisie, mais aussi de passer par Grenoble pour faire quelques dons de tableaux, des dons qu'il va poursuivre au fur et à mesure qu'il découvre et achète ses tableaux.

### Quatrième campagne au Tonkin (1898)

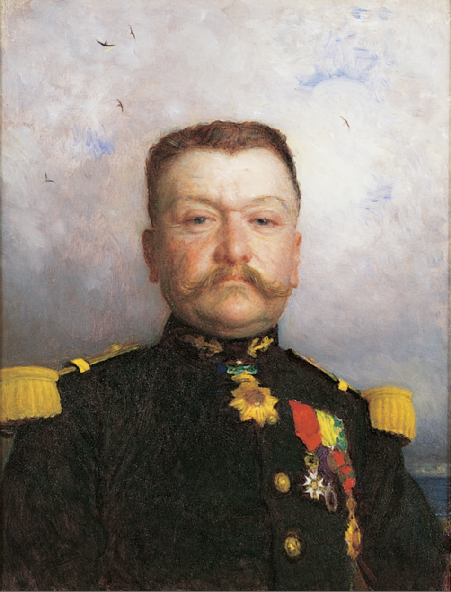
Ernest Hébert, Portait du colonel Léon de Beylié (1898), musée de Grenoble.

Après avoir légué son portrait fait par le peintre Ernest Hébert, il retourne au Tonkin le 27 mars 1898, en poste à la frontière avec la province chinoise du Yunnan et commande à partir du mois d'août les 3e et 4e territoires militaires de Yên Bái. À ce titre, il est chargé d'achever une route reliant Lao Cai à Mongtseu sur une distance d'environ 800 kilomètres. La tâche est exaltante pour lui avec près de 8 000 combattants sous ses ordres plus les nombreuses milices et les services administratifs, la route est terminée en février 1900. À cette époque, il s'investit aussi pour faire rattacher les troupes de marine au ministère de la Guerre. Assujetties jusqu'alors au ministère de la Marine et des Colonies, les troupes de marine sont effectivement rattachées à ce ministère par une loi du 7 juillet 1900 et prennent le nom de Troupes coloniales.
Dès ce troisième séjour en Extrême-Orient, le musée de Grenoble devient à tel point l'œuvre de sa vie, qu'il en suit l'existence et son actualité où qu'il se trouve dans le monde. De Marseille le 25 mars 1898, il s'inquiète d'un oubli au conservateur Jules Bernard : « J'ai totalement oublié, en quittant Grenoble, de vous laisser un mot pour spécifier que mon portrait par Hébert était destiné au musée de Grenoble après la mort de ma mère et la mienne. Comme cela m'ennuie de recommencer mon testament à chaque donation nouvelle, je vous prie de conserver la présente lettre dans vos archives et de la présenter comme une disposition testamentaire en cas d'accident (...) En cas de contestation, plus tard au sujet de mes legs au musée, il y aurait lieu de se rapporter au catalogue que j'ai laissé entre les mains de M. Maignien et qui comprend je crois toutes mes collections. »

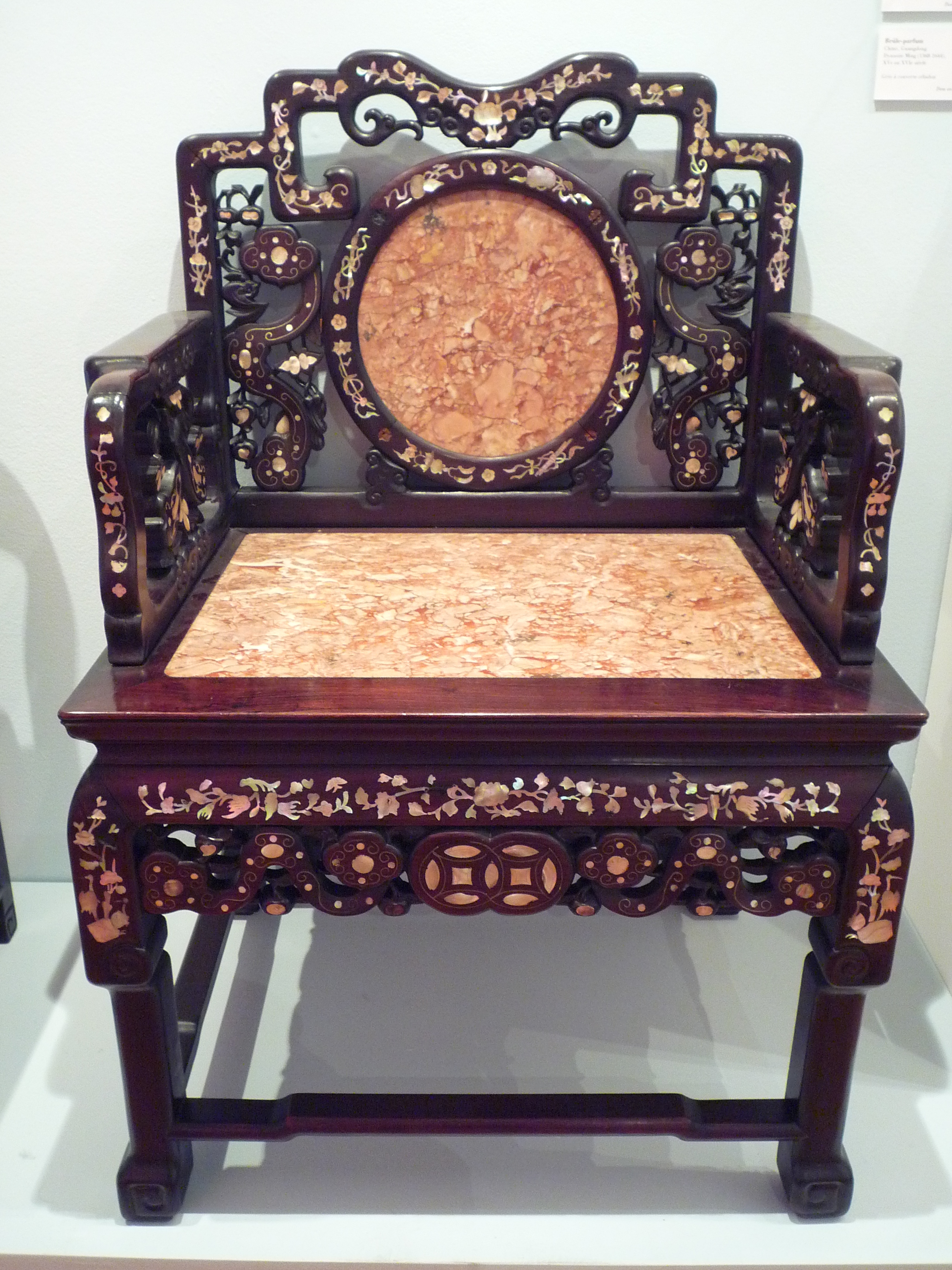
Chaise mandarinale (1898), musée de Grenoble.

En mars 1900, malgré une sciatique qui le gêne, il envoie de Yên Bái capitale de la province du même nom, une importante cargaison d'objets orientaux au musée de Grenoble, comportant bouddha doré, défenses d'éléphants, décor en bois de pagode et tenture ancienne de soie brodée. À Grenoble, devant l'importance des dons reçus du colonel de Beylié depuis 1895, la municipalité de Stéphane Jay, sur proposition du conservateur de la bibliothèque, Edmond Maignien, entérine le 11 avril 1900 la création d'une « salle de Beylié » au 1er étage du musée-bibliothèque de la place de la Constitution.
En mai 1900, Léon de Beylié rentre en métropole et ce retour sur son sol natal va lui permettre d'accélérer recherches, achats et dons de tableaux. Grâce à ses dons, un pic important d'œuvres enrichit le musée de Grenoble entre 1900 et 1902, et notamment ses premiers dons de sculptures comme les deux masques-momies provenant du site égyptien d'Antinoé, ou le Saint Florian, sculpture en bois peint datant de 1520.
Il séjourne de nouveau à Grenoble en mai où il fait de nouveaux dons de tableaux et en juillet pour assister à l'inauguration de la salle du musée portant son nom, puis à Paris où il séjourne dans une maison de santé pendant un mois en raison de son état. Mais dès l'automne, afin de satisfaire sa curiosité en matière d'art, il part à destination de plusieurs villes de Suisse (Zurich, Genève), d'Allemagne (Nuremberg, Munich, Dresde) ainsi qu'en Tchécoslovaquie. En novembre, il se déplace à Lille pour visiter le musée, puis en Italie (Rome, Naples, Pise, Gênes), passe par la Corse et poursuit à Madrid.
Au cours de ses nombreux contacts avec les marchands d'art, il correspond régulièrement avec le conservateur du musée de Grenoble, Jules Bernard, ainsi qu'avec Edmond Maignien, le conservateur de la bibliothèque voisine, afin de leur donner ses impressions sur les objets convoités. En janvier 1901, il donne au musée de Grenoble le tableau Sainte Lucie, datant de la fin du XIIIe siècle et attribué au peintre Jacopo Torriti, qui va rester comme le plus ancien tableau du musée. Cinq mois plus tard, l'expert parisien Jules Féral lui annonce un accord pour la vente de quatre tableaux du XVIIe siècle du peintre Francisco de Zurbarán au prix de 20 000 francs par la comtesse de Paris. Immédiatement, il lègue ces tableaux au musée de Grenoble.

### Cinquième campagne en Cochinchine (1903)

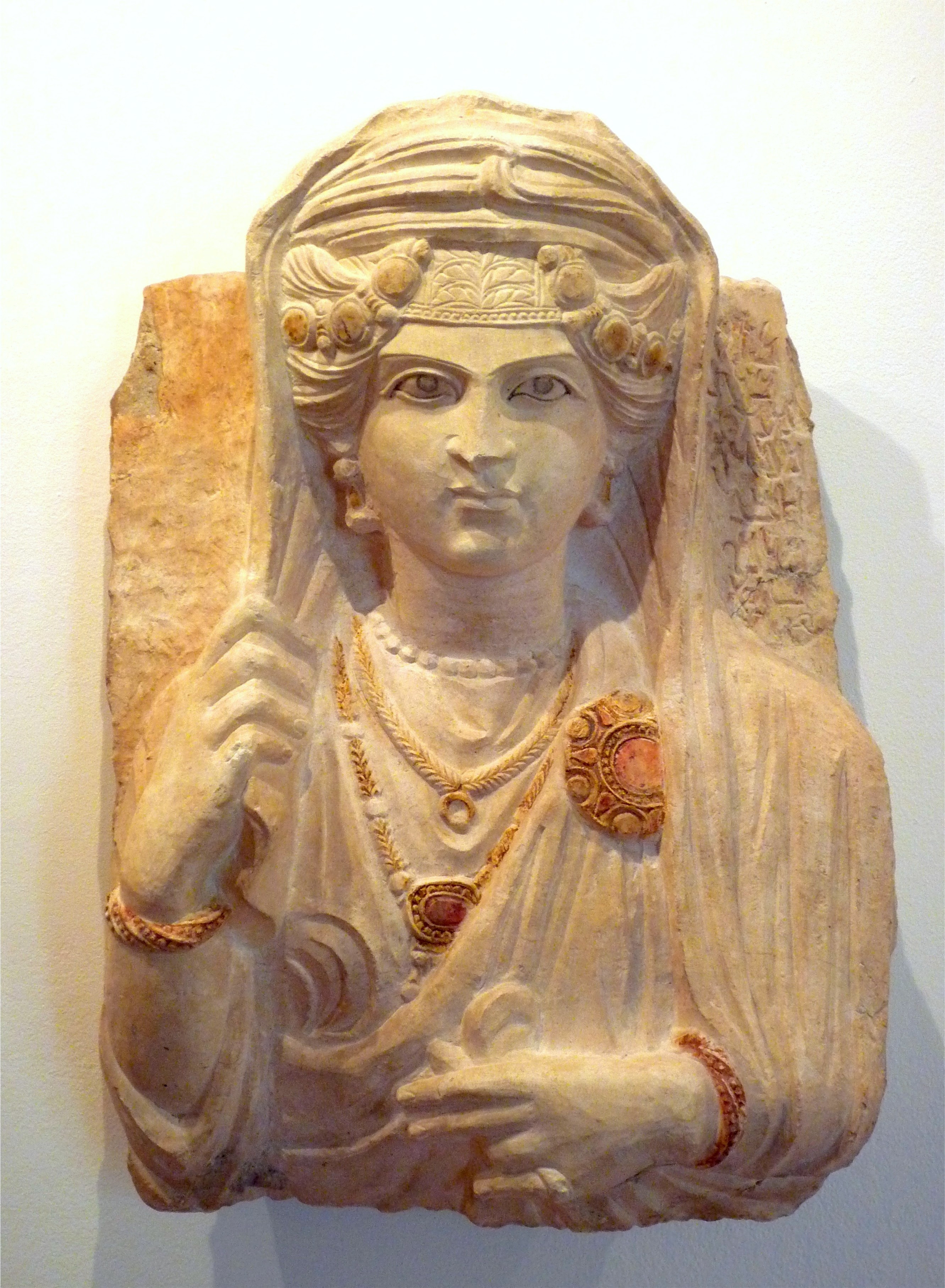
Buste funéraire de femme provenant de la cité de Palmyre (IIe siècle, Syrie), musée de Grenoble.

En poste à Toulon, Léon de Beylié est promu général de brigade le 24 mars 1902, et envoyé comme inspecteur général de l'Infanterie coloniale aux Antilles le 22 septembre, passant par la Martinique, la Guadeloupe et la Guyane. En décembre de la même année, il prend le commandement des troupes de la colonie française de Cochinchine en remplacement du général Geil et embarque à Marseille le 11 janvier 1903. De Saïgon, il reste en contact avec le musée en écrivant au conservateur Jules Bernard pour l'installation d'un moulage du tombeau de Lesdiguières ainsi que sur le réaménagement des salles de sculptures. Durant l'année 1903, sa passion pour l'archéologie se développe au cours de sa première visite en juillet des ruines du temple cambodgien d'Angkor Vat. Léon de Beylié donne le 6 octobre à son « cher musée » son buste réalisé par le sculpteur grenoblois Urbain Basset et le 29 décembre, il est promu commandeur de la Légion d'honneur.
En janvier 1904, il fait exécuter des moulages de sculptures Khmères sur le site du temple d'Angkor Vat et envoie au musée en mars, treize objets cambodgiens et chinois. Début 1905, lors d'un voyage à Java, il rapporte un ensemble de marionnettes birmanes ainsi qu'un jeu d'échecs. De retour en métropole en mai 1905, il conjugue activités militaires et culturelles en élaborant un plan de défense de l'Indochine française tout en poursuivant ses recherches de tableaux lors de visites chez les marchands d'art et les antiquaires parisiens.
Sa passion pour l'archéologie se concrétise par un voyage d'étude et de fouilles archéologiques du 19 décembre 1906 au 15 mai 1907, le menant de Prome en Birmanie puis en Inde avec un retour par le Yémen et la Mésopotamie. Il en expose les résultats à la Société de géographie de Paris dans sa séance du 8 mai 1908. Cette même année, il se rend à deux reprises dans le Constantinois algérien en janvier et en mars afin de réaliser des fouilles sur le site archéologique du XIe siècle de la Kalâa des Béni Hammad au moment où cette région est en proie à des révoltes contre la puissance coloniale.

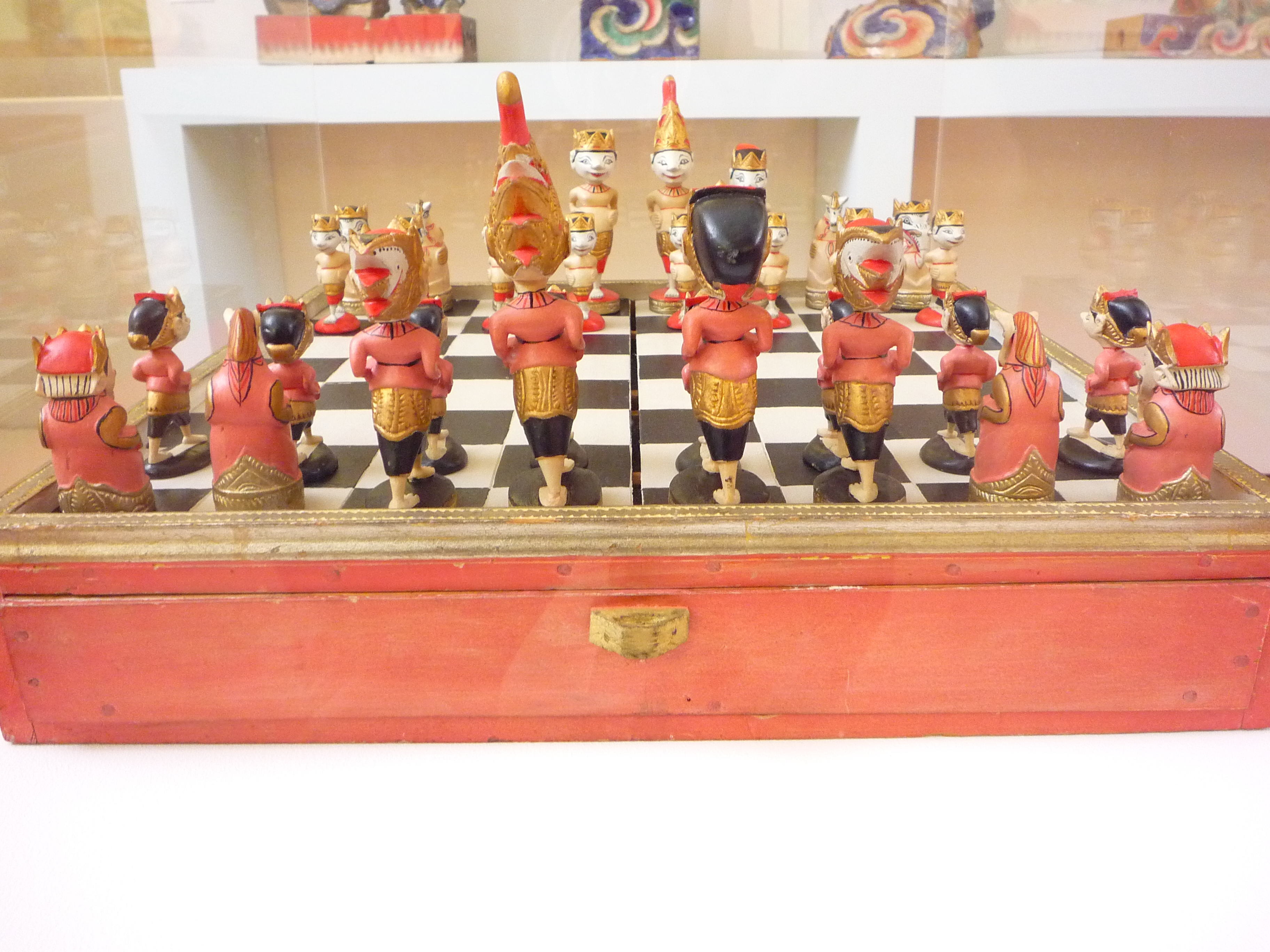
Jeu d'échecs (don de 1905), musée de Grenoble.

### Sixième campagne en Cochinchine (1909)

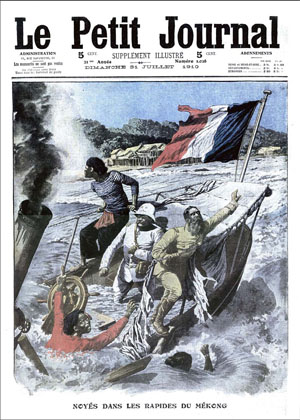
Le Petit Journal du 31 juillet 1910.

En 1908, il devient membre du comité technique des troupes coloniales et le ministère de la Guerre préfère l'envoyer en Indochine où règnent de fortes tensions plutôt qu'au Maroc. Il part  en janvier 1909 pour la capitale de la Cochinchine, Saigon, afin de commander la 3e brigade coloniale d'Indochine, la défense du point d'appui de la flotte de Saïgon-Cap Saint Jacques et les subdivisions territoriales de Saïgon et Phnom Penh. Le 18 février 1909, il préside la cérémonie du cinquantième anniversaire de la présence française à Saïgon et se rend au Siam afin d'assister à des manœuvres militaires au cours desquelles il rencontre le roi Rama V. La même année, il réalise son second déplacement sur le site d'Angkor Vat, prenant 171 photographies des bas-reliefs du temple de Banteay Chhmar et s'affaire à promouvoir et à améliorer la voie d'accès de ce temple.

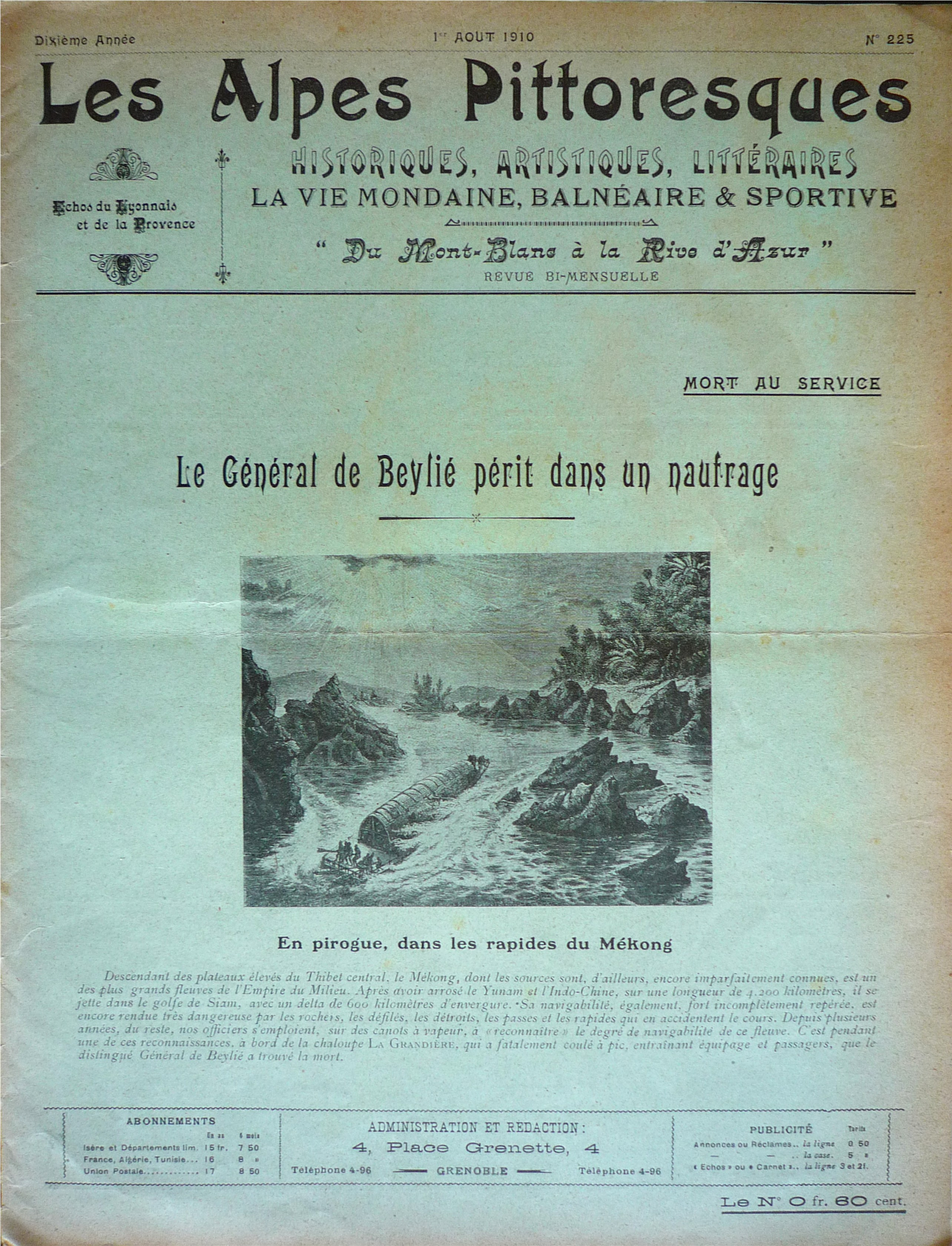
Les Alpes Pittoresques du 1er août 1910.

Le 19 juin 1910, six mois avant son départ en retraite de Saïgon prévu au 1er janvier 1911, et dans le but d'établir en cas d'attaque japonaise, une route militaire entre la Cochinchine et le Tonkin longeant le Mékong, il part de Saïgon à destination du Laos. Le général arrive sur place le 12 juillet et visite dès le lendemain les monuments de la ville, principalement des monastères bouddhistes, puis rencontre Sisavang Vong, le roi de Luang Prabang. Le jour suivant, accompagné par le roi, il passe en revue les troupes militaires lors de la cérémonie du 14 juillet, puis assiste le soir, toujours en compagnie du roi, à une courte réception chez le commissaire du gouvernement.
Très tôt, le 15 juillet, il repart en direction de la Cochinchine avec cinq autres passagers et quinze hommes d'équipage à bord de la chaloupe-canonnière La Grandière suivie d'une autre canonnière à vapeur, le Massie, toutes deux affrétées par les Messageries fluviales de Cochinchine. Au total, 21 personnes sur une embarcation prévue pour 14 passagers. C’est lors de ce voyage que le général, installé dans le salon à la proue, périt à 8 h 30, au moment où la canonnière s'engage dans les rapides de Ken Luong et heurte un tronc d'arbre puis sombre, en moins de quatre minutes, prise dans les remous du Mékong,. Trois autres victimes ne peuvent s'échapper de cette tragédie, le médecin major Vincent Rouffiandis, chef du service de santé du Laos et trois matelots. Le Massie qui suivait le La Grandière sur le Mékong à 45 minutes de distance ne peut que constater impuissant la catastrophe.
C'est le 17 juillet à midi que Georges Mahé, ayant l'autorité de résident supérieur de France au Laos, télégraphie en métropole la nouvelle du naufrage au Ministre des Colonies, Georges Trouillot et au Ministre de la Guerre Jean Brun qui est chargé de contacter le maire de Grenoble, Nestor Cornier, afin qu'il prévienne Jules, le frère aîné du général.
En Indochine, le gouverneur général Antony Klobukowski ordonne que tous les pavillons placés sur les édifices publics soient mis en berne et à Grenoble, sa disparition suscite une vive émotion car on ne retrouve pas immédiatement son corps, certains le croyant même dévoré par des crocodiles. Mais trois jours plus tard, il est retrouvé immergé sous la canonnière, reposant intact sous la coque retournée qui lui sert de cercueil. Six jours après la découverte de son corps, il est inhumé sur les bords du Mékong à Pak Lay en attendant d'être transporté à Saïgon. L'année suivante, sa dépouille est chargée à bord du contre-torpilleur Mousquet qui débarque le cercueil à Toulon et de là, part par le train jusqu'à Grenoble où se déroulent le 17 septembre 1911 d'imposantes funérailles. Le maire de Grenoble, en prononçant au sein d’un conseil municipal l’éloge du général, cita une lettre de celui-ci où il déclarait formellement devoir ses goûts et la plupart de ses connaissances artistiques à l’influence et à l’enseignement de son père.
Sans héritier et conformément à son testament, c'est après la mort de sa mère, Aimée de Beylié, que le musée de Grenoble reçoit les 14 et 16 mars 1914 l'ensemble du legs de Beylié.

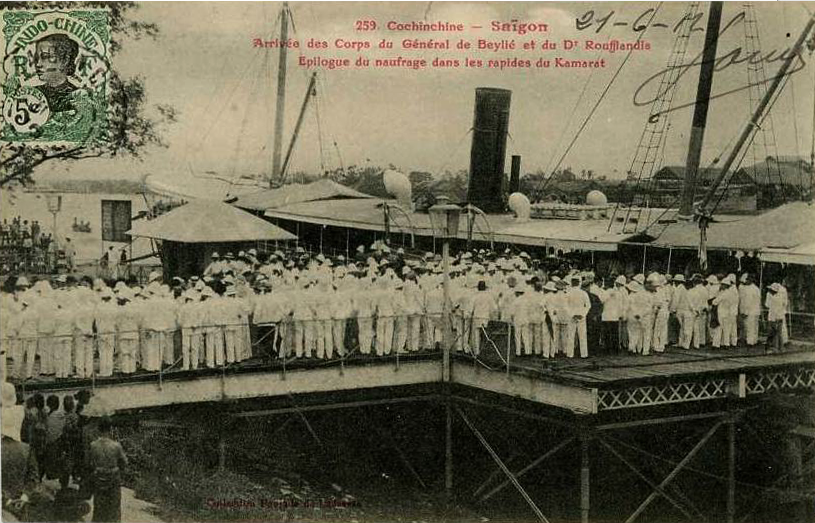
Arrivée des corps à Saïgon.
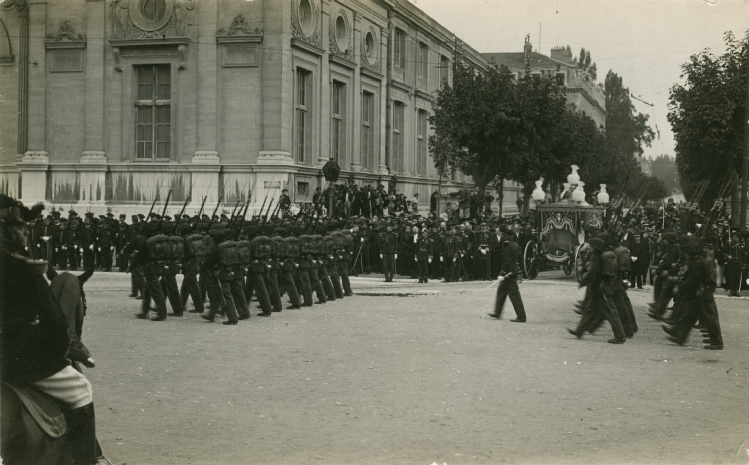
Funérailles à Grenoble en 1911.

## Les récits de voyages

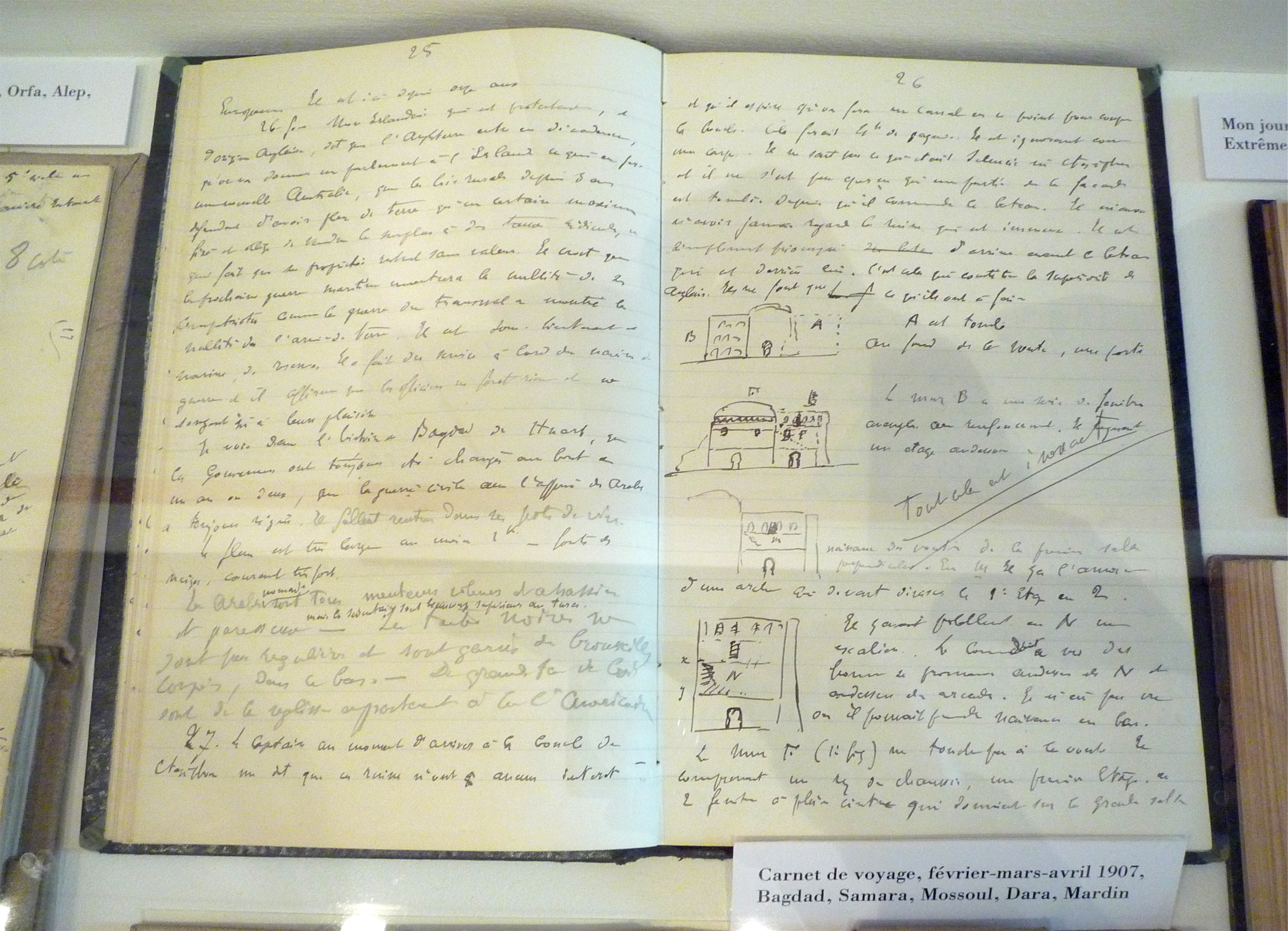
Manuscrits de 1907 en Irak, musée de Grenoble.

Après quelques écrits relatifs à la tactique militaire en début de carrière, ses voyages se concrétisent par la rédaction de nombreux carnets, prises de notes, croquis d’architecture, et plans de fouilles d’une précision remarquable, qui aboutissent à la publication d'ouvrages tout au long de sa carrière.
Dès 1884, son premier grand voyage en Inde lui permet d'écrire L'Inde sera-t-elle russe ou anglaise ? Un périple en Allemagne, Russie et Turkestan, fera l’objet d’un ouvrage : Mon journal de voyage de Lorient à Samarcande en 1889. À Madagascar sera consacré Itinéraire de Majunga à Tananarive en 1895, à la Turquie et la Syrie, sera consacrée L’habitation byzantine en 1902. Les fouilles en Algérie seront développées dans La Kalâa des Beni-Hammad. Les séjours en Extrême-Orient fourniront L’Architecture hindoue, Fouilles à Prome en 1907, Les ruines d’Angkor en 1909. La Société de géographie de Paris lui décerne en 1909 la grande Médaille d’Or du Prix Dewez. Il est également membre de plusieurs sociétés savantes comme l'Académie delphinale ou membre correspondant de l'Institut de France.

## Objets légués
Par testament daté du 1er janvier 1903, Léon de Beylié lègue au musée après la mort de sa mère, 250 objets rares (sabres, poignards, faïences...), trois tableaux au choix du conservateur du musée, sa bibliothèque de près de 1 500 livres d'art et la somme de 10 000 francs destinés à la création d'une salle de moulage de la sculpture dauphinoise de ses origines au XVIIIe siècle.
Léon de Beylié demeure le plus important mécène que le musée de Grenoble ait connu. Amateur de peinture, il eut la chance de faire l’acquisition de quatre toiles du célèbre peintre espagnol Francisco de Zurbarán, pièces maîtresses du musée, mais aussi de nombreux tableaux anciens et modernes, des sculptures, des vases en bronze et en porcelaine, des dragons, statues, statuettes en ivoire ou en terre cuite, armes, tentures, soie brodée, bouddha en bronze, bijoux de Chine, du Japon, du Siam et une collection d'objets rares rapportés d'Extrême Orient.
Grâce à lui, non seulement un ensemble de peintures et de sculptures de très haute qualité entra dans les collections, mais aussi des pièces d'archéologie antique et près de deux mille œuvres et objets provenant d'Extrême-Orient.
Ses importantes missions militaires au Tonkin, Annamet, Cochinchine ainsi qu’au Cambodge et au Laos, entre 1884 et 1910, sont aussi la découverte d’une autre culture qu’il partage avec ses compatriotes grâce à l’envoi de nombreux objets, reflet d’une culture du quotidien plus que regard d’esthète sur des pièces de valeur exceptionnelle.
Cet ensemble sera exposé dans deux salles portant son nom dans l'ancien musée-bibliothèque en remplacement de deux des trois salles Genin, appelées ainsi en hommage aux dons de l'industriel Auguste Genin en 1873 (originaire de l'Isère, celui-ci a vécu la majeure partie de sa vie au Mexique).

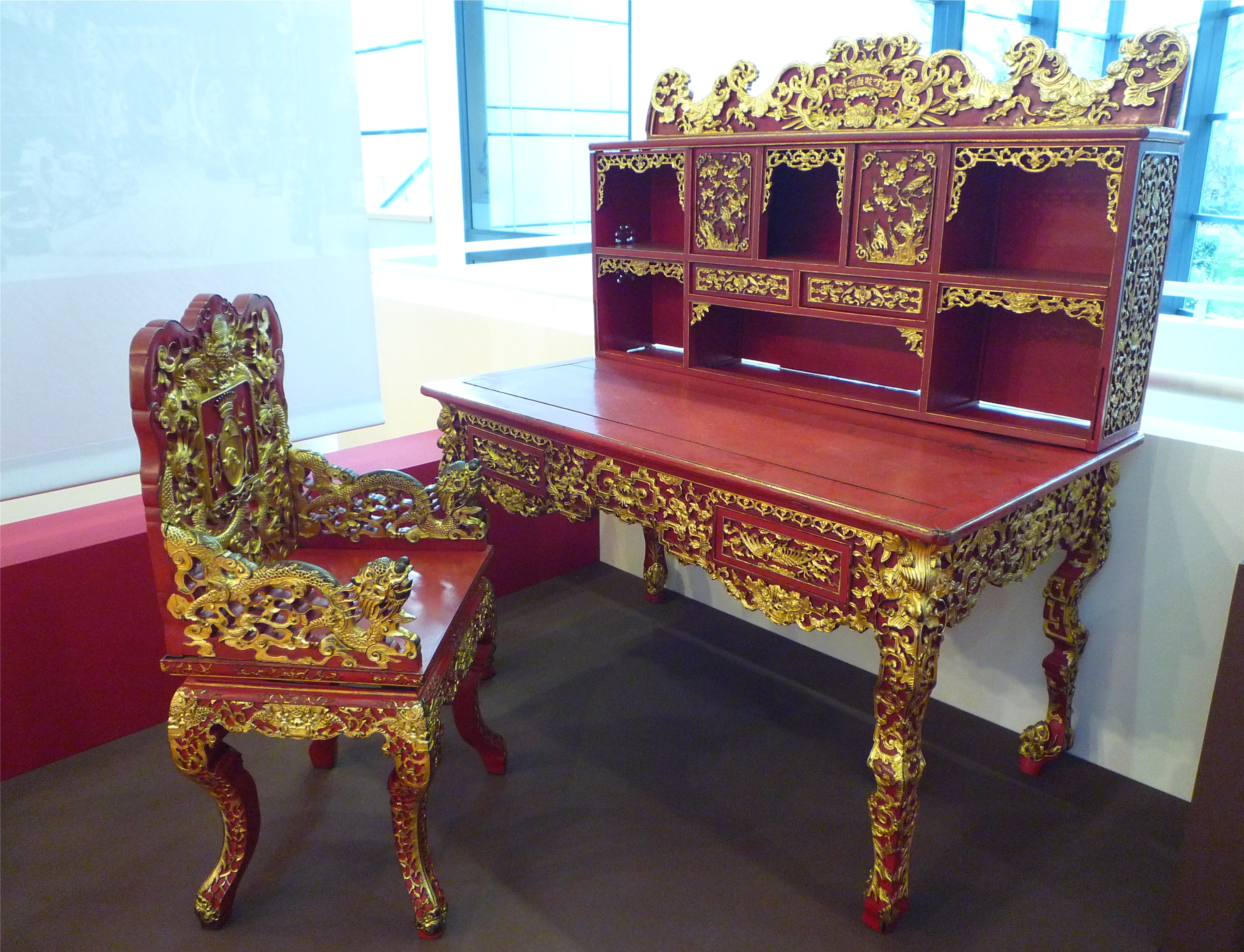
Bureau du général de Beylié (legs de 1914), musée de Grenoble.
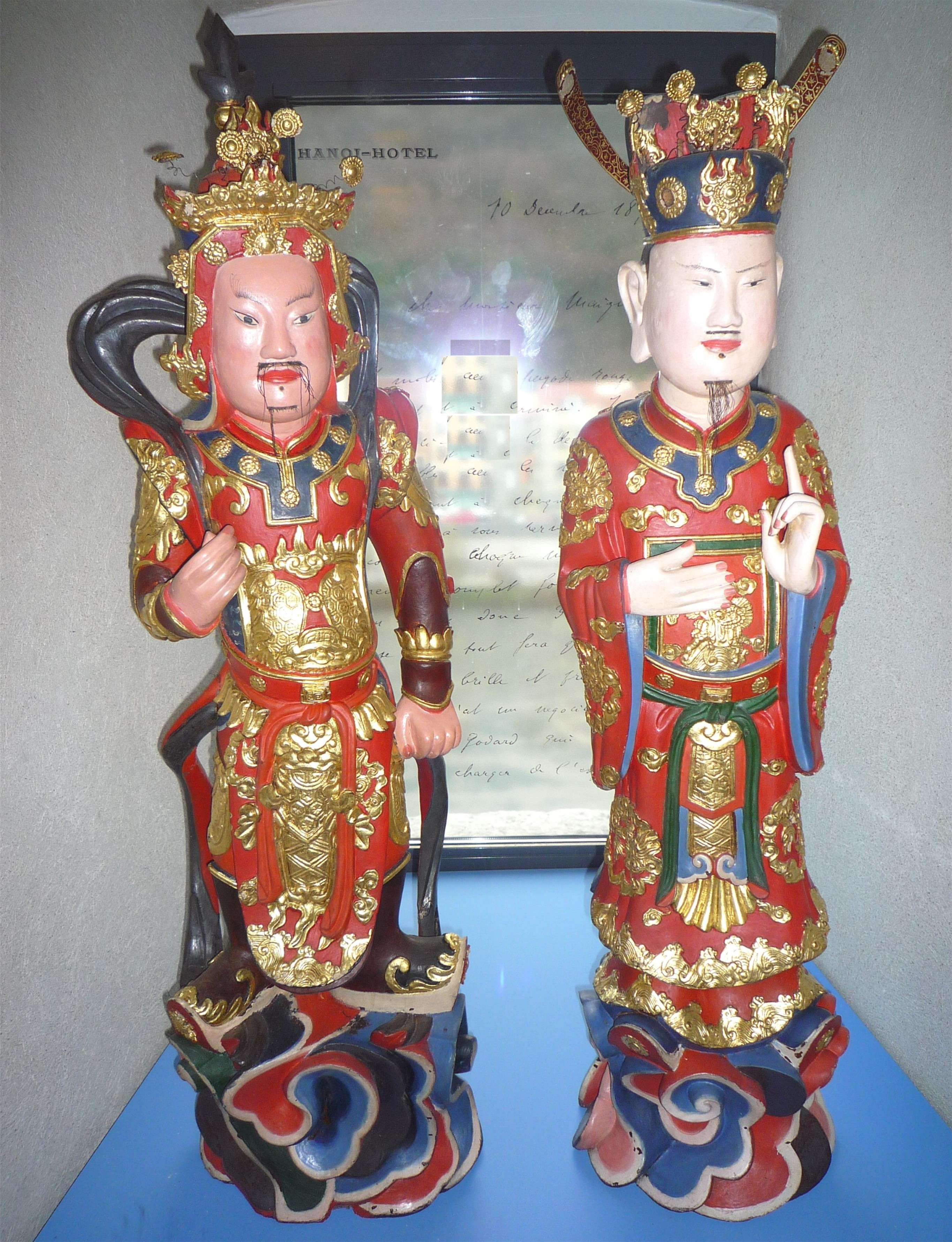
Divinités de la paix et de la guerre (don de 1890), musée de Grenoble.

## Publications
- Léon de Beylié, Le musée de Grenoble, Paris, Éditeur librairie Renouard, H. Laurens, 1909.
- Léon de Beylié, La Kalâa des Béni Hammad : une capitale berbère de l'Afrique du nord au XIe siècle, Paris, Éditeur Ernest Leroux, 1909[23].

## Postérité

### Historiographie
Le 2 avril 2012, dans le cadre du cycle de conférences « Orient des arts et des armes », le musée de l'Armée organise à l'hôtel des Invalides à Paris une conférence sur le thème « Orient extrême : le général de Beylié et la redécouverte d'Angkor », donnée par Jean-François Klein, maître de conférences à l'Institut national des langues et civilisations orientales.

### La reconnaissance de la Ville de Grenoble

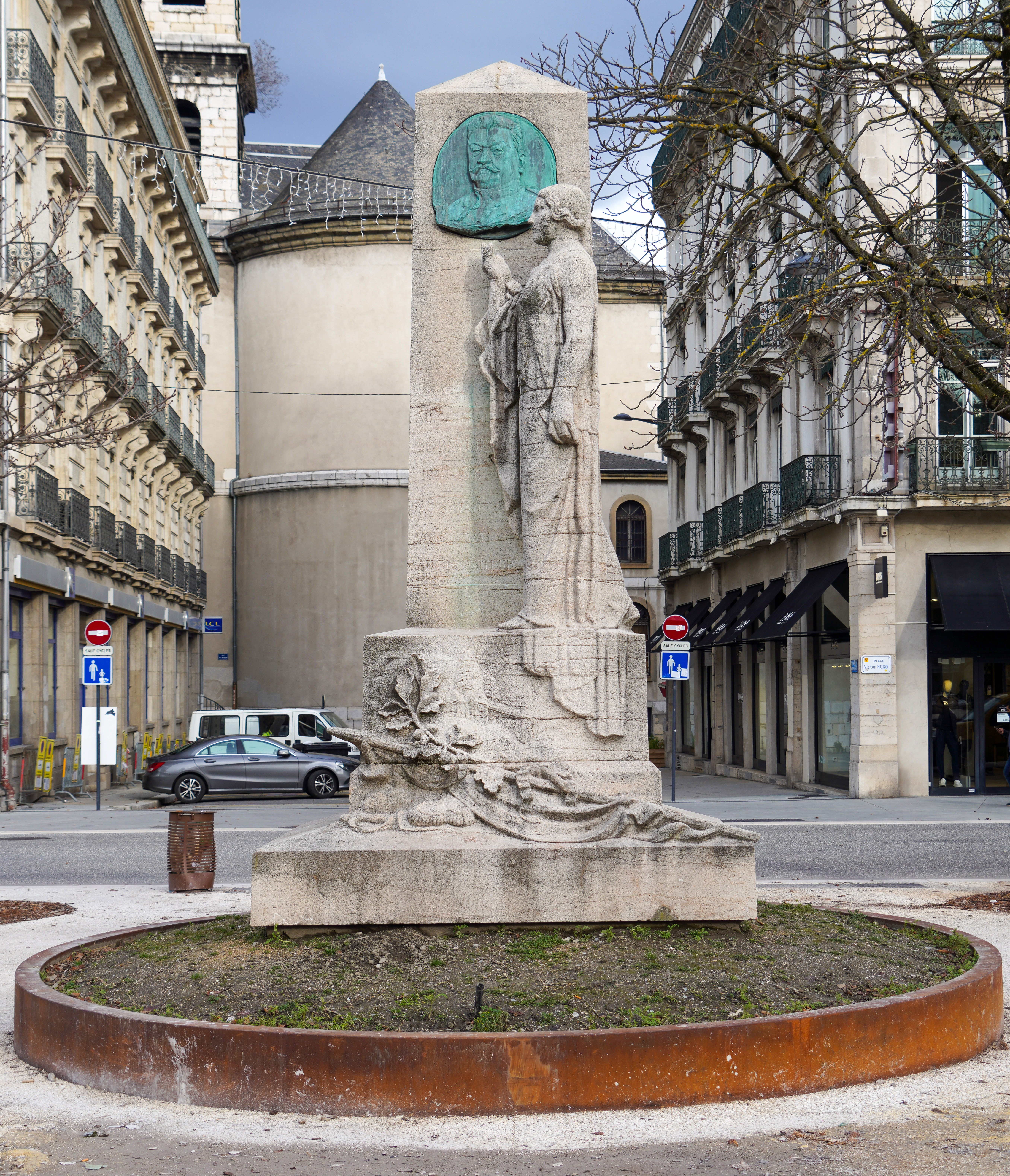
Son monument sur la place Victor-Hugo.

Le 10 juillet 1900, une « salle du Général de Beylié » a été inaugurée au premier étage du musée-bibliothèque de la place de Verdun, en sa présence, et selon sa demande, sans apparat, avec juste quelques journalistes. Une seconde salle a été ouverte en 1905 formant ainsi un « musée de Beylié » dans le musée, réunissant l'essentiel de ses dons à l'exception des tableaux restés dans les salles de peinture.
Cette présentation de meubles et d'objets d'art asiatiques, va subsister plusieurs décennies jusqu'à la restructuration des collections au début des années 1970. La quasi-totalité de cette collection fut alors entreposée dans les réserves et le général de Beylié demeura désormais associé pour la postérité, au seul nom de Zurbarán.
En reconnaissance, la Ville de Grenoble dirigée par le maire Nestor Cornier a inauguré le 23 novembre 1913 un Monument au général de Beylié sur la place Victor Hugo, composé notamment d'une stèle en grès rose des Vosges ornée d'une statue allégorique de la Patrie et d'un médaillon de bronze avec le bas-relief du général, œuvre du sculpteur Léon Drivier,. De plus, son nom est donné à une partie de la rue Haxo située à proximité du musée-bibliothèque de Grenoble. Urbain Basset, auteur de son buste sculpté en 1903, a également réalisé un monument au général situé sur une place de Saïgon. Enfin, en juillet 2010, afin de célébrer le centenaire de sa disparition, le musée de Grenoble a organisé une exposition temporaire de six mois, consacrée à son plus grand donateur.
Léon de Beylié est inhumé au cimetière Saint-Roch de Grenoble.

## Distinctions
- Commandeur de la Légion d'honneur (29 décembre 1903[28])
- Médaille commémorative de Madagascar
- Médaille commémorative de l'expédition du Tonkin
- Officier de l'Instruction publique

### Toponymie
- Rue Général-de-Beylié, à Grenoble (Isère).